# Elisabeth Gerhardt
Elisabeth Gerhardt, zich later noemende Elisabeth Erdmann-Macke (Bonn, 11 mei 1888 - Berlijn, 17 maart 1978) werd bekend als de vrouw van de Duitse expressionistische kunstschilder August Macke, diens muze en diens belangrijkste model. Hij maakte in zijn korte leven meer dan honderd schilderijen, aquarellen en tekeningen van haar. In 2009 werd van haar hand een boek gepubliceerd met biografische herinneringen aan bekende personen uit de kunstwereld van kort voor de Eerste Wereldoorlog.

## Leven met Macke
Elisabeth Gerhardt was de dochter van Carl Gerhardt, een succesvolle fabrikant van analyseapparatuur voor chemische stoffen. Ze ontmoette August Macke in 1903 in Bonn, op vijftienjarige leeftijd, op weg naar het gymnasium dat zij beiden bezochten. In haar latere memoires schrijft ze dat het liefde op het eerste gezicht was. Toch zouden ze elkaar een lange periode maar beperkt ontmoeten. Elisabeth ging in 1905 naar Bern om daar een praktijkopleiding in de huishouding te krijgen. Macke maakt dat jaar een reis naar Italië met haar broer Walter en ging later naar Parijs om de impressionisten te bestuderen.

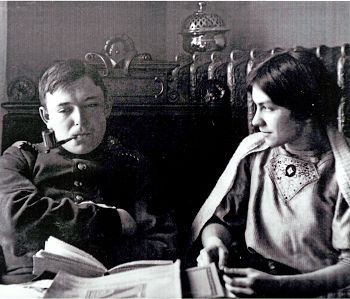
August Macke en Elisabeth Gerhardt, 1908

Elisabeth verkeerde voor het eerst weer langere tijd met Macke in 1908 in Berlijn, waar hij toen studeerde bij Lovis Corinth. Later dat jaar zouden ze samen naar Italië reizen, onder andere vergezeld door haar moeder. Op kerstavond 1908, toen Macke in dienst ging, verloofden ze zich, in oktober 1909 traden ze in het huwelijk. Dankzij de erfenis die Elisabeth ontving na het overlijden van haar vader in 1907, kon het echtpaar goed rondkomen. Ze maakten een huwelijksreis naar Parijs, waar de zwangere Elisabeth echter een bloeding kreeg en rust moest houden. Na hun terugkeer naar Duitsland vestigden ze zich in Tegernsee en korte tijd later weer in Bonn, naar een deelwoning in haar ouderlijk huis.
In 1910 wordt hun zoon Walter geboren en in 1913 Wolfgang. Het jonge gezin leidt een harmonieus leven en tussen Elisabeth en haar man bestaat een bijna symbiotische band. Macke noemde haar 'mijn tweede ik', 'mijn ziel' en 'de spiegel waarin ik mijn het liefste zien. Hij maakte in zijn korte leven meer dan honderd schilderijen, aquarellen en tekeningen van haar, in verschillende stijlvarianten, uiteindelijk uitmonden in een geheel eigen vorm van expressionisme. Hij beeldt haar af in allerlei poses en omstandigheden: lezend, schrijvend, als moeder en madonna, met kinderen in de tuin, winkelend in de stad, soms als dame, soms ook naakt en sensueel. Elisabeths kritieken op zijn werk waren van wezenlijk belang voor zijn artistieke ontwikkeling.
In 1913 verhuist het paar naar Hilterfingen, waarna Macke een reis naar Tunesië maakt met Paul Klee. Bij het uitbreken van de Eerste Wereldoorlog neemt Macke weer dienst en in september 1914 sneuvelt hij aan het Franse front.

## Leven na Macke
In 1915 begon Elisabeth haar herinneringen aan vooraanstaande personen uit de kunstwereld op papier te zetten en schreef ruim honderd teksten over onder andere Robert Delaunay en zijn vrouw Sonia, Paul Klee en zijn vrouw Lily, Franz Marc en zijn vrouw Maria, Lyonel Feininger, Paul Hindemith, Wassili Kandinski, Herwarth Walden, Mary Wigman. Pas in 2009 zouden deze biografische geschriften Onder de titel Begegnungen worden gepubliceerd ter gelegenheid van de tentoonstelling dem 'Mein zweites Ich' in het August Macke Haus.
Elisabeth hertrouwt in 1916 met Lothar Erdmann (1888-1939), een schoolvriend van Macke, en noemt zich vervolgens Erdmann-Macke. Macke zelf had bij zijn afscheid voor het front, in augustus 1914, beiden al min of meer gekoppeld voor als hij zou sneuvelen. Het paar kreeg twee kinderen, Dietrich en Constanze. In 1925 verhuisde het gezin Erdmann naar Berlijn waar haar zoon Walter Macke in 1927 overleed. Erdmann, journalist en een criticus van de nazi's, verloor na de machtsovername door Hitler zijn baan. In 1939 werd hij gevangengenomen en opgesloten in het concentratiekamp Sachsenhausen. Hier overleed hij op 18 september 1939 aan de folteringen en mishandelingen door de SS.
Het leed van Elisabeth was hiermee nog niet voorbij. In 1943 verloor ze door een bombardement haar woning in Berlijn. Na enige omzwervingen keerde zij in 1948 terug in Bonn, waar zij het ouderlijk huis betrok dat ze in 1947 na het overlijden van haar moeder had geërfd. In 1963 publiceert ze haar herinneringen aan Macke onder de titel Erinnerungen an August Macke, naar eigen zeggen vooral bedoeld om hem in de herinnering van haar kinderen levend te houden. Ze overleed in 1978, bijna negentig jaar oud. De laatste drie jaar van haar leven woonde ze bij haar beide jongste kinderen. Haar zoon Wolfgang Macke overleed in 1975.

## Galerie

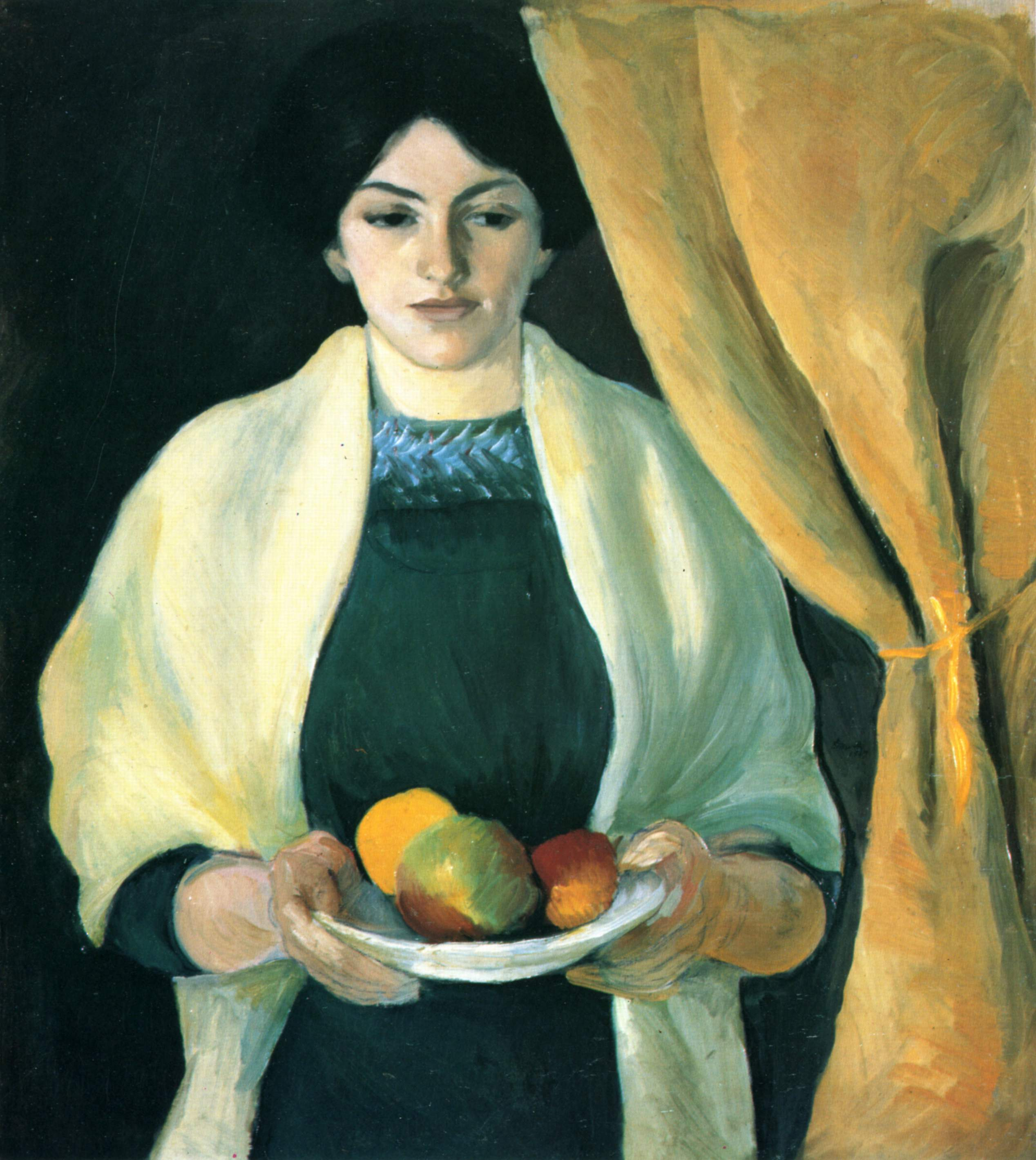
Portret met appels
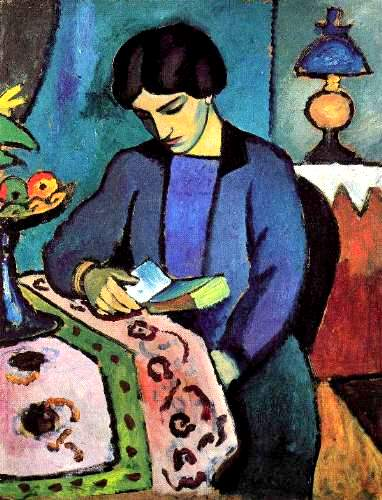
Elisabeth lezend
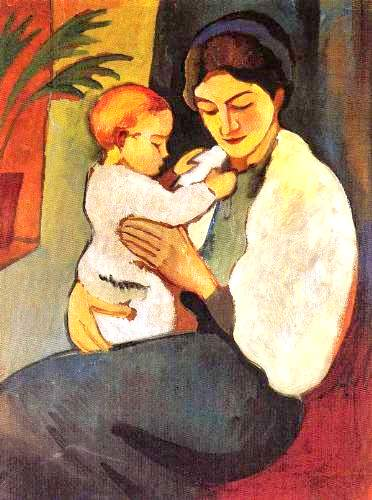
Moeder en kind
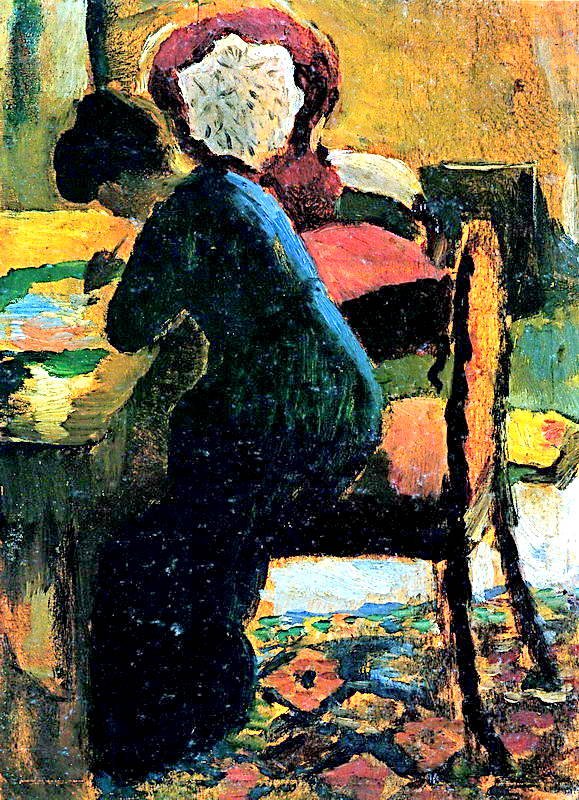
Elisabeth aan de schrijftafel
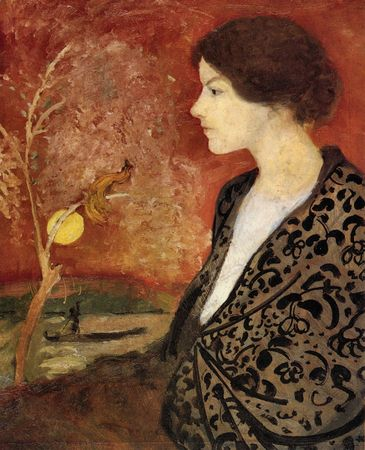
Portret van de vrouw van de kunstenaar bij maanlicht
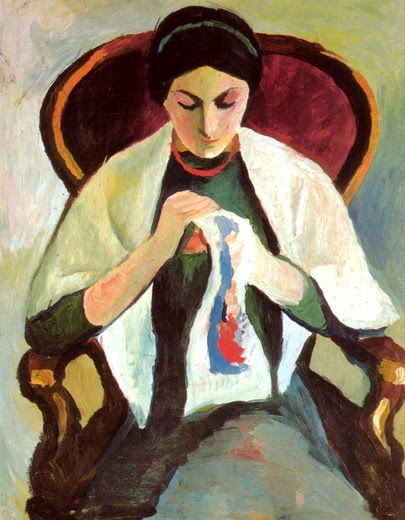
Bordurende vrouw
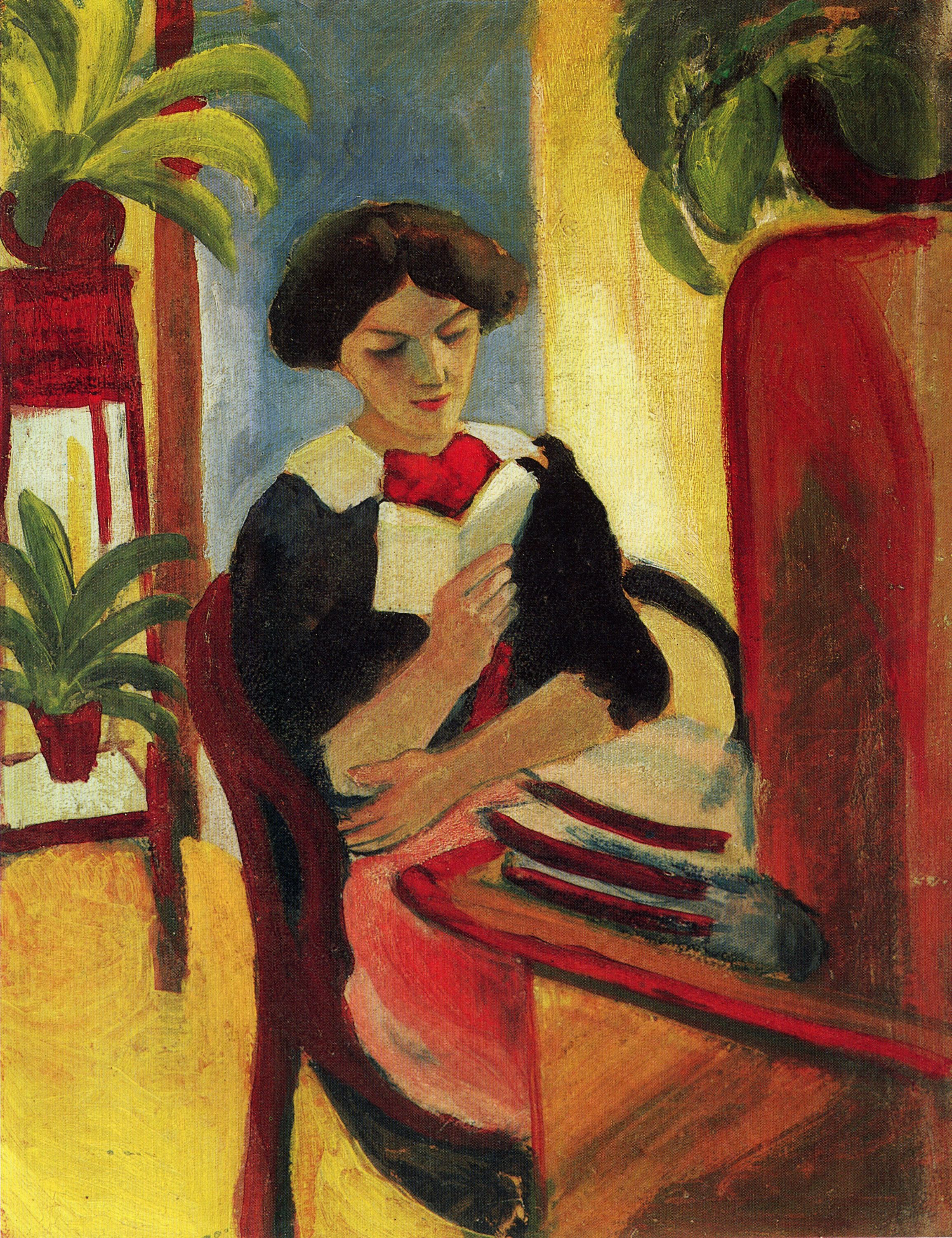
Elisabeth aan de schrijftafel
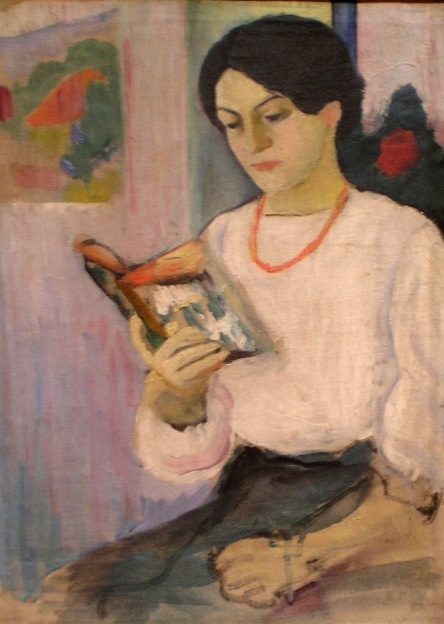
Lezend, kerstmis
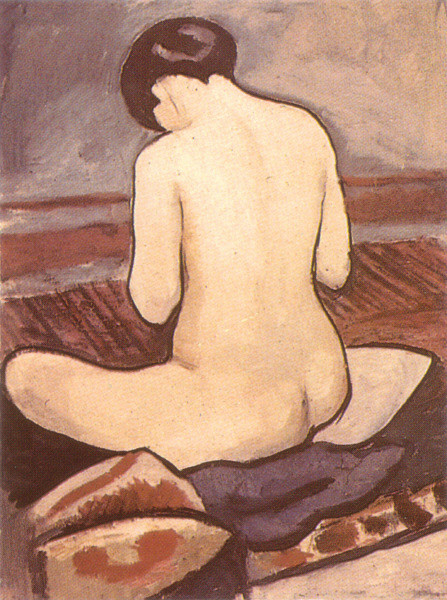
Zittend naakt met kussen
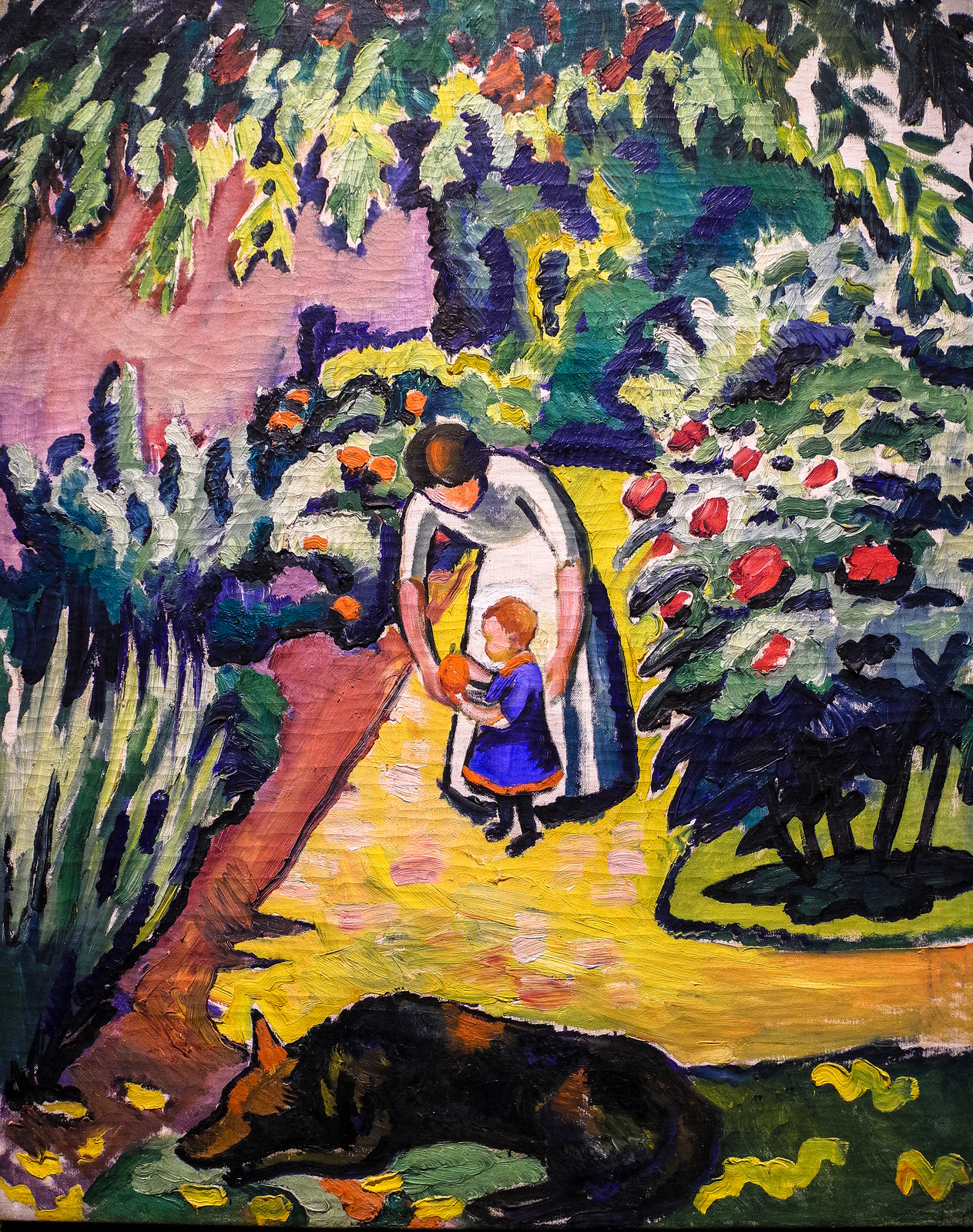
Elisabeth met Walter in de tuin